# Norfolk Southern–Gregson Street Overpass
Le Norfolk Southern–Gregson Street Overpass, anciennement connu sous le nom de 11-foot-8 Bridge, et surnommé The Can-Opener (l'ouvre-boîte), ou encore The Gregson Street Guillotine (la guillotine de Gregson Street), est un pont ferroviaire de Durham en Caroline du Nord, aux États-Unis.
Construit en 1940, sa notoriété vient de son ancienne hauteur atypique — 3,56 m — qui était à l'origine de fréquents accidents pour les camions qui passaient en dessous,.
Le 21 octobre 2019, la société responsable du maintien des infrastructures ferroviaires a entrepris des travaux afin de rehausser la hauteur du pont de 8 pouces, portant sa hauteur à 12 pieds et 4 pouces (3 mètres 76).

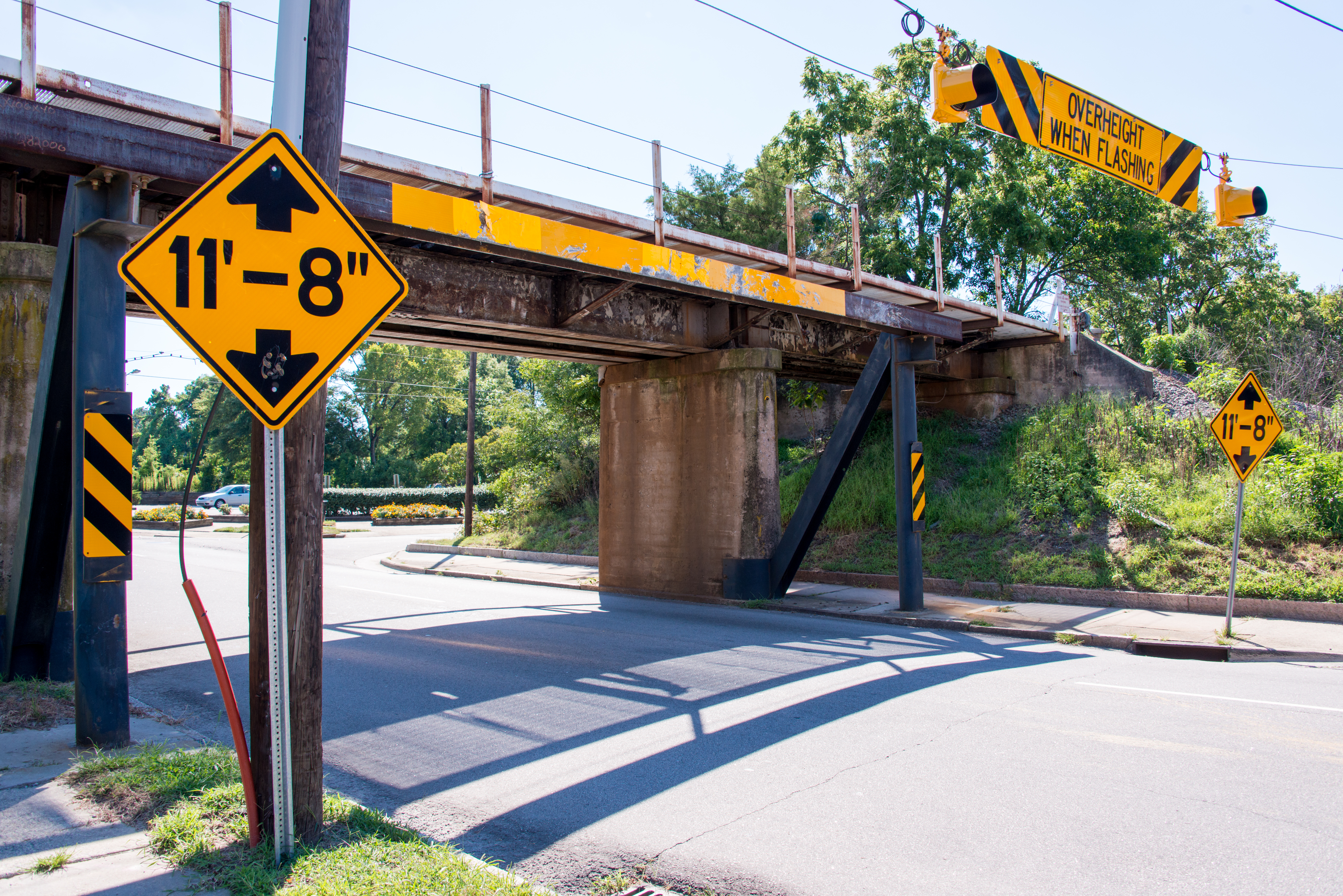
Norfolk Southern–Gregson Street Overpass.